# 普密蓬·阿杜德
普密蓬·阿杜德（皇家轉寫：Phumiphon Adunyadet；發音：[pʰūː.mí.pʰōn ʔā.dūn.jā.dèːt] ⓘ；1927年12月5日—2016年10月13日），亦尊称普密蓬大帝，泰国扎克里王朝第九代国王，亦稱拉玛九世（Rama IX）。1946年6月9日即位，2016年10月13日駕崩，过世时为世界史上在任时间第三长的国家元首，亦為泰国历史上统治时间最长的国君，总共在位70年126天。其治下共经历了三十位總理，始於比里·帕侬荣，終於巴育·占奥差。
《福布斯》杂志估计2010年普密蓬的资产（包括非政府亦非私人机构皇家资产管理局所拥有的资产）约为300亿美元。2008年至2013年，普密蓬亦列该杂志“世界最富有皇族”排行榜第一位。2014年5月，普密蓬的总资产估计仍为300亿美元。名义上由皇家资产管理局所拥有的资产为「國君」这一法人所有，而非普密蓬私人所有。
2006年后普密蓬健康状况逐渐恶化，并长期居于诗里拉吉医院。泰国民众对普密蓬极为敬重，许多人甚至将之视同神灵。再加上普密蓬頗有調解政治紛爭的能力，也因此他對於國家大事的權力比起其他君主立憲國家的君王相對要大，其继承人玛哈·哇集拉隆功远遠不及其父受欢迎，由此大众对于王权的声望及影响力在其过世后的发展前景具普遍担忧。

## 早年生活
1927年12月5日，普密蓬生于美国马萨诸塞州剑桥的奥本山医院，为宋卡亲王玛希敦·阿杜德及其庶民妻子珊婉（后为诗纳卡琳）幼子。由于其父母需向其叔泰王及扎克里家族之首七世王巴差提朴询问一正名，美国出生证明仅称其为“宋卡幼子”（Baby Songkla）。巴差提朴选定“普密蓬·阿杜德”为其名，意为“土地之力，无与伦比之力”。玛希敦是时在哈佛大学公共健康专业就读，由此普密蓬成为唯一一位生于美国的国君，也同時是首位在醫療機構出生的泰國皇室成員。普密蓬有一姐姐，名嘉拉雅尼，亦有一兄长，名阿南塔玛希敦。
在其父玛希敦·阿杜德获得哈佛学位后，普密蓬于1928年来到泰国。1929年9月玛希敦因肾衰竭而过世，是时普密蓬尚未满二岁。其短暂于曼谷玛特德学院就学，但1933年其母带全家迁至瑞士，普密蓬则于洛桑瑞士罗曼德寄宿学校继续学业。1934年普密蓬受赠一相机，由此开始其持续一生的摄影生涯。1935年拉玛七世逊位并无子嗣，普密蓬九岁的兄长阿南塔玛希敦即位，成为拉玛八世，但此时全家仍旧居于瑞士，泰国国内事宜则由摄政委员会代为处理。1938年一家回到泰国，但仅停留两月。1942年普密蓬对爵士乐產生兴趣，并开始學習演奏薩克斯風，这一兴趣亦持续其一生 。普密蓬于洛桑获得高中文凭（专业为法国文学、拉丁语及希腊语），并于1945年开始在洛桑大学进修理学。第二次世界大战结束后全家得以返回泰国。

## 即位與婚姻
1946年6月9日，阿南塔玛希敦因枪伤驾崩，其具体发生原因不明。政府调查最初称国王死于枪支意外走火，但随后一调查委员会称「幾無可能是意外走火」。最後鑾披汶·頌堪歸罪於三名王宫近侍，將他們因弑君罪而处决。但沒人質疑是普密蓬謀殺或誤殺兄長。
普密蓬接替其兄长王位，但在百日追悼期结束前返回瑞士。普密蓬虽对科技颇感兴趣，最终仍旧转变专业，就读法律及政治科学，以为其日后国家元首职责进行准备。其叔猜纳亲王朗西则成为泰国摄政王，并以普密蓬之名于1947年11月促成军事政变，推翻了銮探隆·那瓦沙瓦领导的政府。朗西亦签署了泰国1949年宪法，恢复了国君在1932年暹罗立宪革命中失去的诸多权力。
在瑞士就读期间普密蓬频繁造访巴黎。在巴黎，普密蓬邂逅了泰国驻法大使之女诗丽吉。
1948年10月4日，普密蓬在驾驶一辆菲亚特500由日内瓦至洛桑途中，在距洛桑10公里处同一辆卡车发生追尾，其背部和面部受伤，后者导致其右眼失明。在洛桑住院期间，诗丽吉频繁造访，并参见了其母诗纳卡琳。诗纳卡琳使诗丽吉就近继续学习，由此能同普密蓬进一步缔结友谊。普密蓬为其找到了洛桑的一家寄宿学校。1949年7月19日二人在洛桑悄然订婚，并于1950年4月28日（普密蓬加冕一周前）正式成婚。
普密蓬与诗丽吉共育有子女四人：
- 乌汶叻·乐叻查干公主，1951年4月5日生于洛桑；
- 玛哈·哇集拉隆功（拉瑪十世），生于1952年7月28日；
- 玛哈·扎克里·诗琳通公主，生于1955年4月2日；
- 朱拉蓬·瓦莱岚公主，生于1957年7月4日。

1950年5月5日，普密蓬于曼谷大皇宫正式加冕为泰国国王，宣誓其将“为泰国人民的利益及幸福进行正义的统治”。

## 政治地位

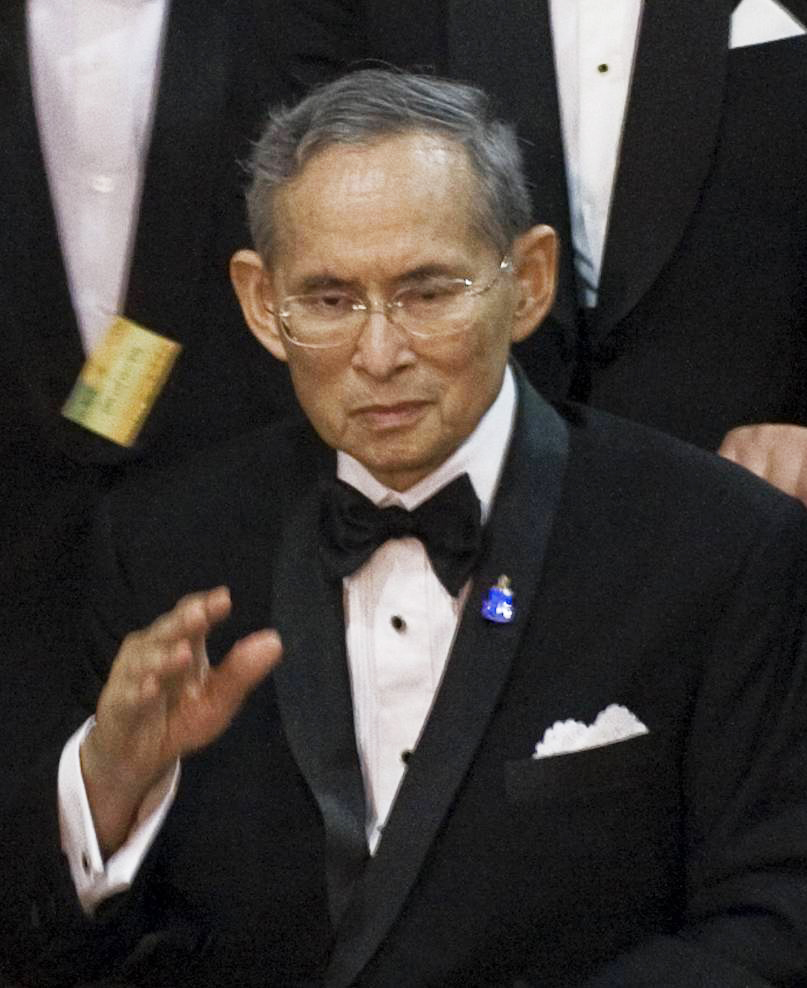
蒲美蓬，2010年

1957年的军事政变以不敬重罪之名推翻了不受欢迎的銮披汶·颂堪元帅政府，并开始了国君及军队间全新及持久的关系。虽然2005年普密蓬在其演说中鼓励民众对其进行批评，不敬罪仍未經由泰国国会废除。

### 鑾披汶·頌堪时期
普密蓬国王在位的早期正值鑾披汶·頌堪的独裁时期，普密蓬国王仅是象征元首而没有实权。
在1957年8月，在进行了6个月的议会选举后，頌堪主持佛曆2500年的庆典，沙立·他那叻元帥指责当时执政的元帅頌堪对国王不敬。同年9月16日，頌堪向普密蓬国王寻求支持。普密蓬国王勸其下野以避免政变，頌堪没有接受普密蓬国王的建议。当晚，沙立·他那叻元帥接管政权，两小时后普密蓬国王向全国宣布戒严令，同时任命沙立元帥为军方最高长官。当时的任命令是这样表述的：
当前国家形势表明政府总理鑾披汶·頌堪元帅的执政得不到信任，政府也无法确保国家的稳定。将由沙立·他那叻元帅接管政府。我因此任命沙立·他那叻元帅为军方最高长官。全体人民务必保持冷静并从今以后按照沙立·他那叻元帅颁布的政策法令执行。——佛曆2500年（公元1957年）9月16日

### 沙立·他那叻时期
在沙立独裁时期，恢复君主制。普密蓬国王参加各种公共庆典，巡视各省府并主持了很多发展项目。朱拉隆功国王时期开始禁止在国王接见时匍匐的礼仪，此礼仪在沙立时期，在特定场合恢复，同时恢复的还有沙姆梅特尼卡娅法令。国王也首次在君主专制政权覆滅后通过昭披耶河的皇家御船队伍为寺庙供养袈裟。
其他扎克里王朝时期废止的仪式，例如御耕仪式，也都得以恢复。在1963年12月8日，沙立去世时，全国进行了空前的二十一天的国丧。在他的遗体上方使用了御用五叠御顶。长期从事皇室顾问的弗拉亚·斯里维萨·瓦查后来记录没有哪位总理像沙立这样与皇室有着紧密的关系。
当代的学者对普密蓬国王和沙立的关系的看法各不相同，《从不微笑的国王》的作者保羅·韓德利认为沙立实际上是普密蓬国王的工具，而政治观察家塔克·塔罗曼蒂亚纳认为沙立在利用普密蓬国王建立自己的公信力
。

### 他儂·吉滴卡宗时期
他儂·吉滴卡宗元帅在沙立去世的次日拜相，成為總理，他在前十年继承了沙立的多数政策。
在1970年代，普密蓬国王是童军和红牛预备役组织的关键人物。在1973年10月，在大规模抗议和众多主张民主的示威人士死亡之后，普密蓬国王向抗议者打开了切特拉达宫殿的大门并接见了学生领袖。普密蓬国王随后任命了法政大学校长讪耶·探玛塞为新總理，取代了他儂元帅。他儂后来移居美国和新加坡。
之后是民选的政府执政，但是1976年他儂回國并且在巴翁僧皇寺剃髮出家，遁入空门。又引發了新的冲突。抗议者反对独裁者的行动升级，特别是当两家报纸（一家英文一家泰文）曝光医学照片表明法政大学的学生绞死了一个和哇集拉隆功王子雕像很像的人时，抗议到达了顶峰。由于公众相信并且亲政府的媒体宣传发生了对王室大不敬的事件，忠于国王的军队和预备役部隊包围了大学，并在1976年10月6日导致了流血冲突。官方的死亡数字是46人，但实际的数字可能上百。

### 炳·廷素拉暖时期
1980年3月12日，炳·廷素拉暖接任总理一职，直至1988年4月28日去职，由差猜·春哈旺接替。其后，廷素拉暖加入泰国枢密院，由于對泰王忠心耿耿，得到泰王的绝对信赖，他仍然能在泰国政界和军方保持强大影响力。

### 1992年危机
發生於1992年的黑色五月事件，是普密蓬影響泰國政局及社會的經典事件，在此一事件中，普密蓬起了關鍵作用，使得泰國從軍人主政過渡到民主政府。
1991年的泰國軍事政變中差猜·春哈旺內閣垮台，有軍方背景的蘇欽達成為總理，人民不滿，埋下了隔年黑色五月事件。1992年5月17日至5月20日，泰國人民上街遊行示威，抗議軍方統治，其後示威升級，蘇欽達命令軍方武力鎮壓導致大批學生死亡。情況變得越來越緊張，因為暴力和騷亂蔓延到其他地區。當軍方再次打算武力鎮壓時，國家面臨內戰的危機，普密蓬介入。他召見蘇欽達、退役少將查龍和請願學生領袖入宮，在電視前警告雙方保持克制。在危機下，查龍和蘇欽達在電視前一起向普密蓬下跪，不久後，蘇欽達便自動下台，避免另一次危機。事後，很多學者認為，這一事件是導致泰國軍方淡出泰國政治舞台之始。

### 2006年政变
泰國出版業大亨林明達在2005年12月9日，公開指控時任泰國總理的塔克辛·欽那瓦貪污，指塔克辛為了收取35億泰銖的回扣，迫使軍方購買不合泰國國情的舊式俄羅斯戰機。塔克辛則反駁這指控只是為了2006年大選。
2006年1月，泰國爆發大規模示威，要求塔克辛下台。塔克辛宣佈解散下議院，提前舉行大選。同年4月2日，塔克辛與其泰愛泰黨取得61%的票數，成功連任，第三度當選，但是泰國首都曼谷及南部人民，大部分響應反對派的呼籲，投下棄權票或廢票，使棄權票佔大多數（38%）。2006年4月4日，塔克辛與普密蓬國王見面後，接受普密蓬的建議，宣佈辭去總理一職，擔任看守總理，直至新總理選出為止。
2006年9月19日，兵變發生，14輛坦克駛入曼谷抵達泰國政府大樓，由大約50名士兵進駐。隨即，泰國陸軍司令頌提宣布解除塔克辛職務。而正在紐約參加聯合國大會的塔克辛，亦於當日晚表示願意辭職。同年9月20日，泰國軍方發言人宣佈會舉行選舉，但未有提出確切選舉日期。晚上，泰國的電視台指普密蓬已委任頌提接管政權，軍政府將維持兩週，後將政權移交臨時政府，修改憲法，於2007年10月舉行大選。

### 2008年危机
2007年12月23日，以沙馬為首的塔克辛陣營，在泰國國會大選中大勝。2008年1月28日，沙馬獲選為泰國總理。反塔克辛陣營指責沙馬和其政府內閣是塔克辛的「代理人」，並試圖以修改憲法，協助塔克辛脫罪。
早在2008年5月，反對派（經常著黃上衣，俗稱黃衫軍）已經開始一直上街示威，反對總理沙馬執政；及至同年8月26日爆發反政府大型示威，當日下午示威者更潛進總理府外，還佔領總理府。沙馬隨即下令幾天內清場，但示威人士仍不願離去。反對派在8月29日率先在南部發難，封鎖了布吉、合艾、甲米三個機場的公路；8月30日晚，2千名示威人士攻擊曼谷的警察總部，警方要發射催淚彈鎮壓。沙馬於9月2日宣布曼谷進入緊急狀態，授權陸軍司令制止此次集會；9月4日發表全國電台演說，揚言不會下台。
到9月9日，沙馬被舉報曾任民營電視台受薪烹飪節目主持人，法庭判決沙馬違憲，即時解除相職。塔克辛陣營其後推舉塔克辛妹夫頌猜接任。但在同年12月2日，泰國法院裁定頌猜和屬塔克辛陣營的人民力量黨，在選舉中舞弊，並需要解散，頌猜5年內都不可參政。總理一職則由反對黨的阿披實·威差奇瓦出任。普密蓬在此次事件中保持緘默，但外國評論則質疑其在事件中的角色。

### 2013年反政府示威
2013年11月，反对党支持者聚集至泰国首都曼谷针对总理及执政党为泰黨进行抗议活动。28日，泰国国会下议院否决了反对党提出的针对总理盈拉及内政部长乍鲁蓬的不信任案。
因應局勢不穩，盈拉於12月9日早上宣佈解散國會，並提前大選，選舉並於2014年2月2日舉行。同年3月，泰国宪法法院認為此次选举因「违反宪法」而「无效」，下次选举将于7月20日举行。

### 2014年军事政变
2014年5月7日，泰国宪法法院八名法官「指控英拉滥权」，盈拉被迫下台，結束二年九個月的總理生涯。
2014年5月20日，巴育率领皇家陆军宣布泰国全境戒严，并邀请政治危机中的各方进行会谈。两天后多方会谈破裂，巴育随即宣布发动军事政变，推翻尼瓦塔隆·汶颂派讪看守政府，宣布全国维持和平秩序委员会接管国家权力，自任委员会主席，成立軍政府。
2014年5月23日，一度传出盈拉被捕的消息，后证实是被政变的军方禁锢。
2014年7月22日，军政府宣布执行临时宪法；8月25日，巴育获泰国国王普密蓬·阿杜德授命为第29任泰国总理，是首位发动政变后获委任为正式总理的皇家陆军總司令。

## 任內总理
1. 比里·帕侬荣（1946）
2. 鑾探隆·那瓦沙瓦海軍少将（1946－1947）
3. 宽·阿派旺少校（1947－1948）第3任
4. 銮披汶·颂堪元帅（1948－1957）第2任
5. 乃朴·沙拉信（1957）
6. 他侬·吉滴卡宗元帅（1958）第1任
7. 沙立·他那叻元帅（1959－1963）
8. 他侬·吉滴卡宗元帅（1963－1973）第2任
9. 讪耶·探玛塞（1973－1975）
10. 社尼·巴莫（1975）第2任
11. 克立·巴莫（1975－1976）
12. 社尼·巴莫（1976）第3任
13. 他宁·盖威迁（1976－1977）
14. 江萨·差玛南上将（1977－1980）
15. 炳·廷素拉暖上将（1980－1988）
16. 差猜·春哈旺上将（1988－1991）
17. 順通·空頌蓬上将（1991）（泰國國家維持和平委員會（英语：National Peace Keeping Council）主席）
18. 阿南·班雅拉春（1991－1992）第1任
19. 苏钦达上将（1992）
20. 阿南·班雅拉春（1992）第2任
21. 川·立派（1992－1995）第1任
22. 班汉·西巴阿差（1995－1996）
23. 差瓦立·永猜裕上将（1996－1997）
24. 川·立派（1997－2001）第2任
25. 塔克辛·欽那瓦（2001－2006）
26. 頌提·汶雅叻格林（2006）（泰國國家管理改革委員會（英语：Council for National Security）主席）
27. 素拉育·朱拉暖（2006－2008）
28. 沙马·顺达卫（2008）
29. 頌猜·旺沙瓦（2008）
30. 差瓦拉·參威拉恭（代理，2008）
31. 阿披实·威差奇瓦（2008－2011）
32. 盈拉·欽那瓦（2011－2014）
33. 尼瓦塔隆·汶颂派讪（代理，2014）
34. 巴育·占奥差上将（2014－2016）

## 駕崩

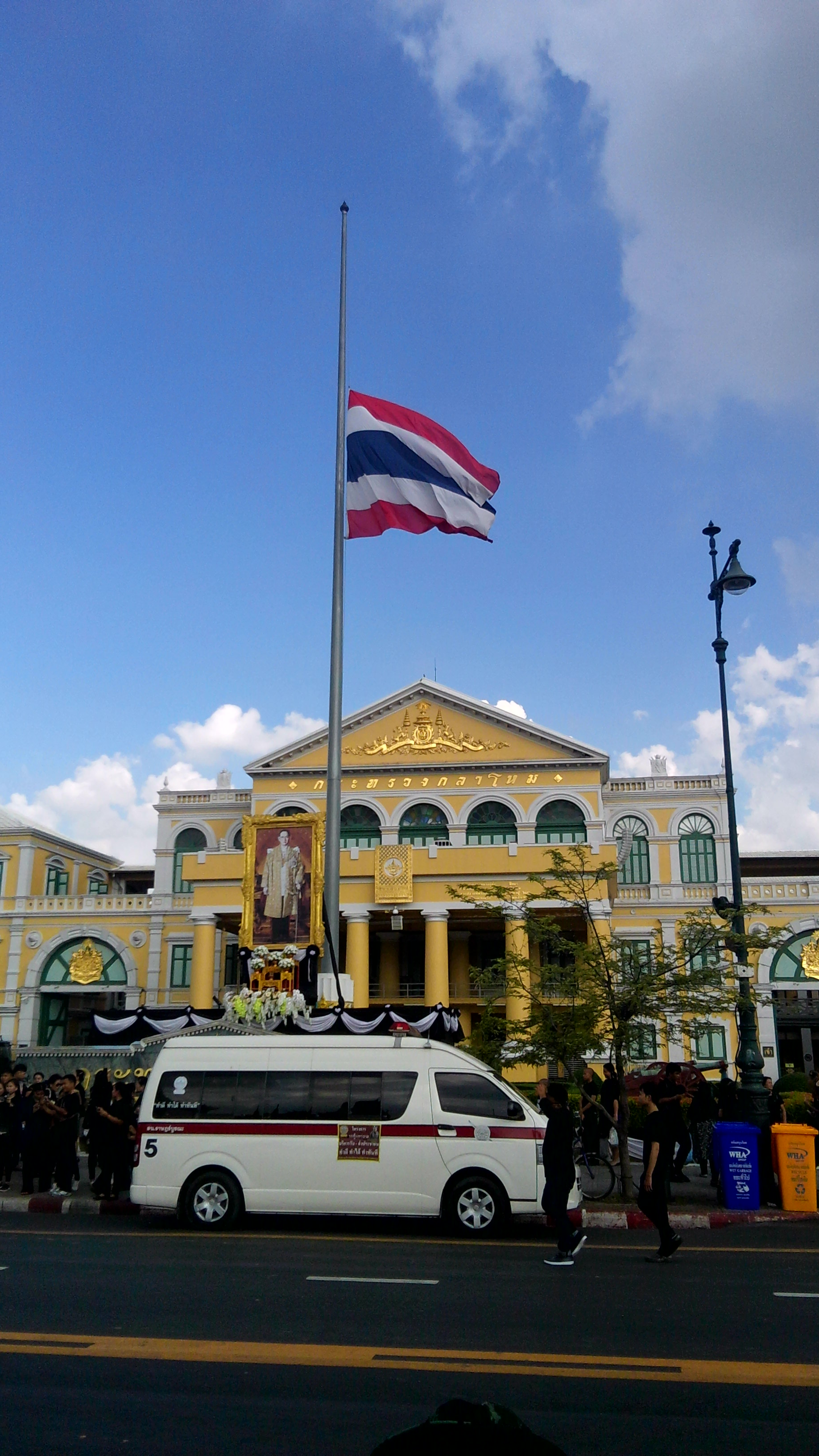
降半旗的泰国国防部（2016年10月28日）

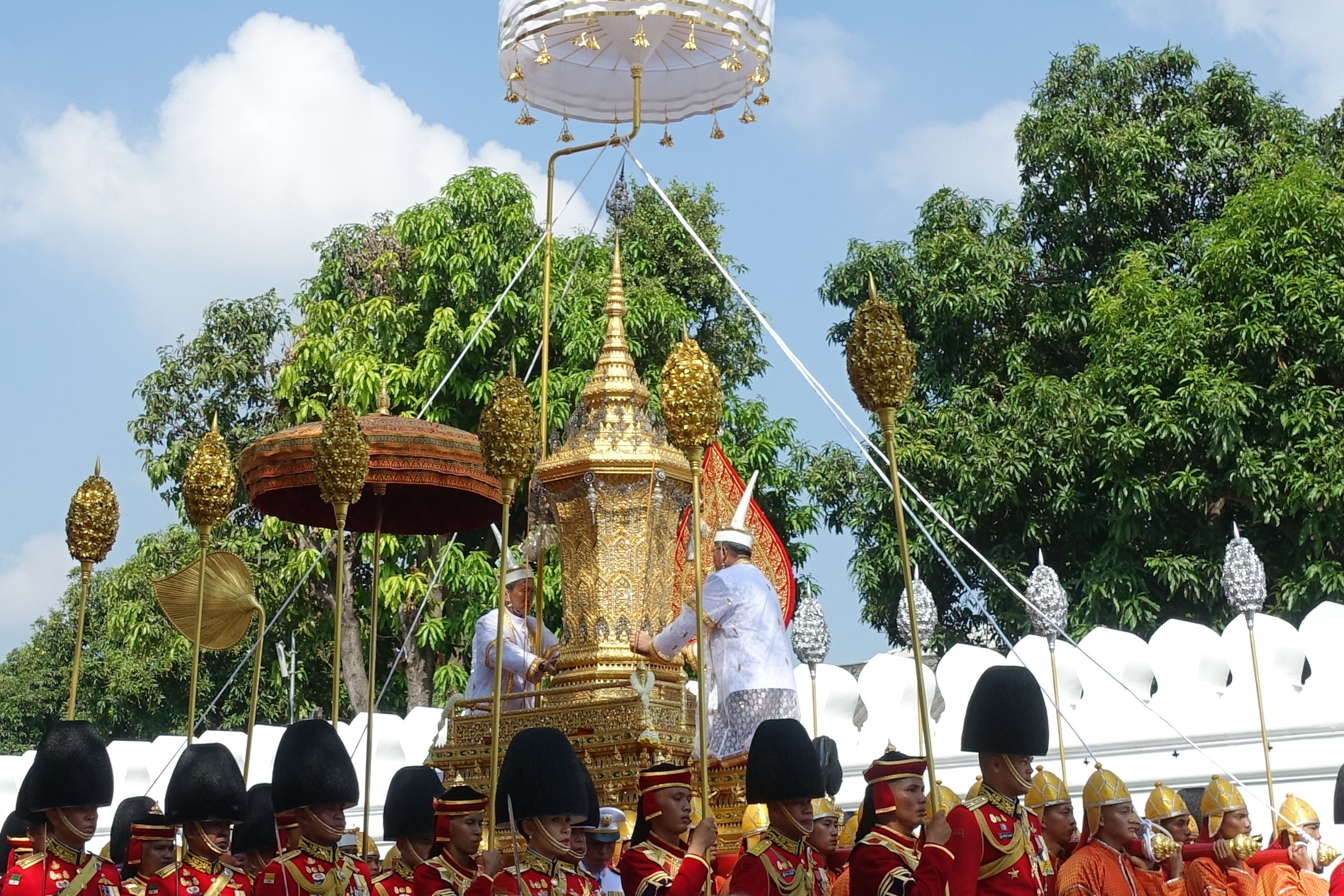
葬禮上的普密蓬国王梓宮

泰國当地时间2016年10月13日15时52分，普密蓬国王於曼谷市西里拉醫院駕崩，享壽88歲。次日，其遗体由车队载往曼谷大皇宫以受浴礼及供民眾悼念，截至2017年4月10日，已有約600萬民眾到場致意。2017年10月25日，泰國政府為普密蓬舉行一連5日王室葬禮，25日先舉行法會，遺體在26日火化（當日列為泰國公眾假期），餘下三日收集骨灰，再舉行法會及安靈供奉。29日，蒲美蓬的骨灰由拉瑪十世國王和詩琳通公主等王室成員率領衛隊護送到曼谷僧王寺和拉差博披寺供奉，也正式結束了為期一年的國喪。

## 权力

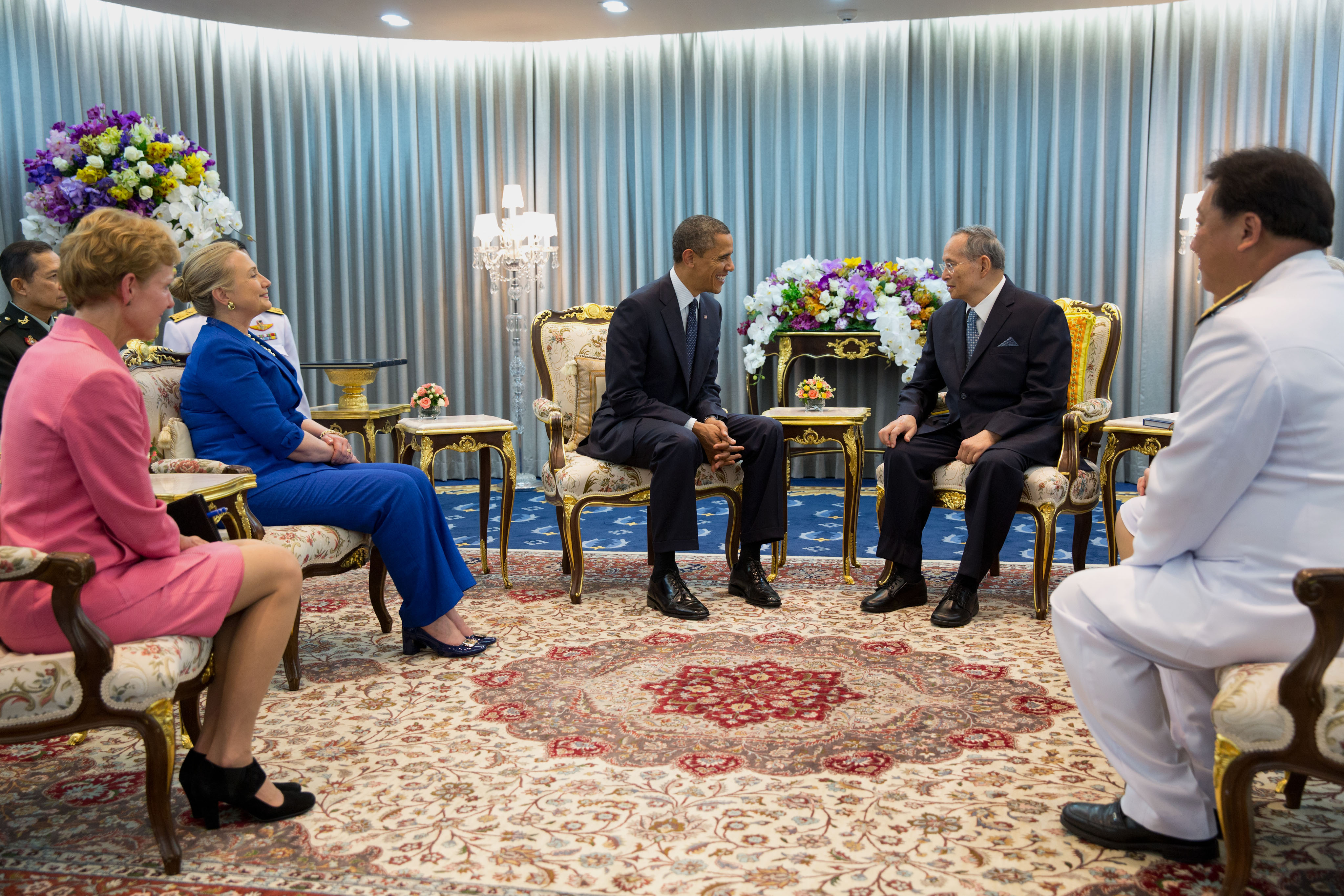
普密蓬会见美国总统贝拉克·奥巴马（2012年11月18日）

君主立憲國家的君王大多沒有實權，但普密蓬国王卻保留了很多权力，在政治上的影響力也不小，一方面是因为他的很多举措广受好评，另一方面在于他的权力（尽管已在泰国宪法中明确阐明）实际上常常自相矛盾。这一点在任命贾鲁万·梅纳卡总检察长引发争论时表现得特别明显。贾鲁万·梅纳卡在得到泰国检查委员会任命后与总理發生了冲突。宪法法庭在2004年指出任命贾鲁万·梅纳卡在流程上不符合宪法。但是贾鲁万·梅纳卡拒绝在没有收到普密蓬国王的明确命令前辞职。当参议院会议同意替换贾鲁万·梅纳卡后，普密蓬国王作了一次罕见的举措，否决了更换。参议院拒绝通过投票否决国王的决定。最后在2006年2月，检查委员会在收到了由国王首席秘书簽署、關於普密蓬国王支持任命的备忘录后恢复了贾鲁万·梅纳卡的职务。
参议员考桑·阿提博迪，前宪法起草委员会成员，指出根据1997年宪法第七条规定，
|  | whenever no provision under this Constitution is applicable to any case, it shall be decided in accordance with the constitutional practice in the democratic regime of government with the King as Head of the State. |

考桑·阿提博迪认为这段阐述赋予普密蓬国王对参议院任命维苏特·蒙特里瓦特而取代贾鲁万·梅纳卡时可以执行否决权：『只要国王认为发生的事情不利于人民而且不公正的时候，国王拥有否决权』。
普密蓬国王很少行使否决权。在1976年，当议会投票以149比19通过扩大民主选举到区一级时，普密蓬国王拒绝签署法令。国会也没有投票再推翻国王的否决。在1954年，普密蓬国王在最后同意签字前两次否决了国会通过的土地改革法案。该法案限制个人拥有土地的最大面积为50莱（20英亩），而当时皇家资产管理局是泰国最大的土地所有者。该法案在萨里特将军政变推翻民选政府后废止。

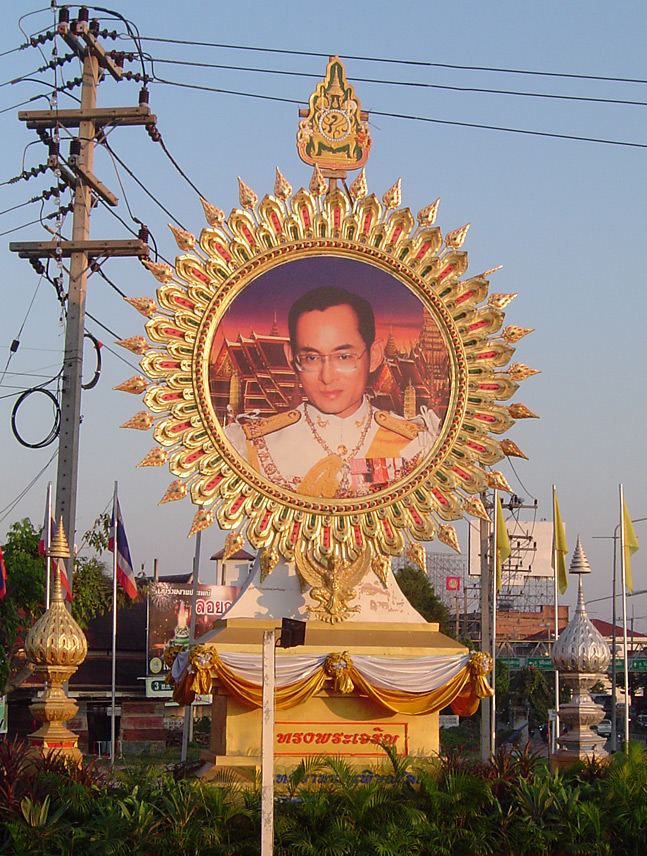
泰国彭世洛路上的普密蓬国王纪念画像

普密蓬国王广受爱戴，这在2003年发生在柬埔寨的金邊骚乱中得到体现，当时成百上千的泰国抗议者因为駐柬埔寨泰国大使馆遭焚烧而聚集在曼谷的柬埔寨驻泰国大使馆外抗议。当警察总长桑特·萨鲁塔农达告知抗议者，他接到普密蓬国王秘书萨拉辛转达普密蓬国王号召大家冷静的时候，局面恢复平静，抗议人群也散去。
普密蓬国王拥有宪法赋予的特赦权力。特赦通常是有条件的，包括年龄和服役时间。

## 个人生活
普密蓬为画家、音乐家、摄影师、作家及翻译家。其所作《摩诃旃纳卡》基于佛教传统文集《本生》；《东殿英故事》则为其爱犬东殿英的传记。

### 音乐
普密蓬在爵士萨克斯管演奏及谱曲方面颇有造诣，能奏迪克西兰和新奥尔良爵士乐，并亦擅长单簧管、小号、吉他和钢琴，曾同典藏厅爵士乐团、班尼·古德曼、斯坦·格茨、莱昂内尔·汉普顿和本尼·卡特共同演奏。普密蓬一生共谱曲48首，主要为爵士乐，但亦包括进行曲、华尔兹及泰国爱国歌曲。其最受欢迎作品包括《烛光布鲁斯》、《日落之爱》和《落雨》，均于1946年创作。其音乐影响包括路易斯·阿姆斯特朗、西德尼·白塞、本尼·卡特和约翰尼·霍奇斯。
普密蓬在瑞士求学时开始进行私人音乐学习。其兄阿南塔·玛希敦国王购買一支萨克斯管，并将其赠予普密蓬。日后阿南塔曾同其共同演奏单簧管。1950年普密蓬回国，并组建了一支爵士乐队，在王宫内建立电台并进行演奏。乐队规模逐渐扩大，并在每周五晚进行现场演奏，不时演奏来电建议的曲目。普密蓬及其乐队亦于泰国大学校园内进行演奏。并为朱拉隆功大学、法政大学和农业大学作校歌。1956年普密蓬与班尼·古德曼在安巴拉王座厅共同演奏，此后于1960年在古德曼于纽约的家中进行了演奏。莱斯·布朗、克劳·柏林和典藏厅爵士乐团演奏了一些普密蓬所作的曲目，这些曲目在泰国仍时常可闻。
在其晚年普密蓬仍与其乐队进行表演，但大众鲜有听闻。

### 航海
普密蓬在航海及航船设计方面亦颇有造诣。1967年第四届东南亚半岛运动会帆船赛事中，他同乌汶叻公主并列首位，获得金牌。考虑到普密蓬在深度知觉方面的天生缺陷，这一成就更显突出。1966年4月19日，普密蓬乘其自行设计建造的小艇横渡泰国湾（自华欣至梭挑邑），行程60海里（110），历时17小时。
普密蓬之父为前海军工程师，普密蓬本人亦继承传统，爱好设计和建造船艇，并设计了多种级别的小型帆船。

### 业余无线电
普密蓬为一业余无线电爱好者，其呼号为“HS 1 A”。他还是泰国皇家业余无线电学会的资助人。

### 专利
普密蓬是唯一一位拥有专利的泰国君主。1993年其设计的废水曝气器获得专利，而在1955年之后其设计的多项人工降雨技术亦获得专利。

## 财富
在泰铢贬值前（约1997年至1998年）泰国王室及皇家资产管理局的估计总资产额在100亿美元至200亿美元之间。2008年8月，《福布斯》出版其2008年《世界最富有皇族》排行榜，普密蓬位列第一，资产估计近350亿美元。数日后，泰国外交部发表声明，称《福布斯》混淆了皇家资产管理局及普密蓬私人资产，由此数目有误。2009年的《福布斯》榜单参照了泰国政府的意见，但仍旧将皇家资产管理局资产包括在内，理由是该局仍承担管理国君财产及投资的责任，不当除外。2009年估计总资产额由于地产和股票萎缩，为近300亿美元；2014年4月《商业观察》亦称总资产为近300亿美元，并也将皇家资产管理局资产包括在内。
普密蓬及王室的财富和资产由王室内库管理。皇家资产管理局负责对国君作为法人拥有的资产进行管理，由法律订立，但不受泰国政府干预，直接对国王负责。皇家资产管理局拥有诸多特权。泰国财政部长为该局董事长，但最终决策均由普密蓬本人做出。普密蓬亦为唯一能够阅读皇家资产管理局年报者。
君主通过皇家资产管理局拥有诸多企业产权及大量土地，包括曼谷中心3,320亩土地以及农村13,200亩土地。皇家资产管理局拥有32%的皇象水泥股份（价值126亿美元）、23%泰国商业银行（泰国最大银行）股份，以及克里斯蒂安尼和尼尔森、迪威思保险和臣那越集团的股份。
皇家资产管理局亦将近36,000处地产出租予第三方使用，包括曼谷四季酒店、桑伦夜市、沙炎模范商业中心及中央世界商业中心所在地块。2007年皇家资产管理局试图推动计划，将曼谷市中心颇具历史的拉差丹嫩路转变为“亚洲香榭丽舍”购物街，并向其长久居民和店家发放了驱逐声明，引发震惊。君主由皇家资产管理局所获得的收益（2004年至少达500亿泰铢）无需课税。
普密蓬为世界最大加工钻石五十周年纪念钻石的所有者，其价值2014年4月估计在400万美元至1200万美元之间。

## 争议
普密蓬本人虽然广受爱戴，但一部分原因乃其名望受到泰国刑法第112條——《冒犯君主法》（又稱《褻瀆王室法》或「不敬罪」，俗稱「112條款」）的保护，如對王室及相關一切做出批评或惡意談論者將會因以下條文獲罪：「任何詆譭、侮辱或威脅國王、王后、王位繼承人或攝政王的人，將被處以三至十五年徒刑作為懲罰。」，對象不限本國與外國人並包含一切媒體。1976年法政大学大屠杀后，在保王派及反共总理他宁·盖威迁专制政权之下，不敬法得到了增强。对于泰国王室成员、王室工程项目、王室机构、扎克里王朝及先前泰国国王的批评亦被禁止。
在其2005年生日演说中，普密蓬表示个人欢迎批评：“其实我亦当受到批评。我不害怕因为我做错了什么而受到批评，因为在批评后我就知道我错了。如果你说国王不能被批评，国王即不是常人……说国王不会犯错即是轻视国王，不把国王当人看待。国王是会犯错的。”一系列对国王的批评言论由此产生，而不敬法的被控人数也急剧上升，相关案例由2005年前的年均五至六件上升至2010年的478件。

## 王位继承

普密蓬的王徽及王旗。

根据《1924年王位继承法》，普密蓬的独子哇集拉隆功王子于1972年12月28日获得“暹罗王储”头衔，并成为王位法定继承人。
1977年12月5日，诗琳通公主获得“暹罗至高公主”头衔。
虽然泰国宪法日后修正，允许泰国枢密院将公主指定为王位继承人，这一状况只有在无王位法定继承人条件下才能发生。这一修正案在1997年的“人民宪法”第23章中得到了保留，由此技术上使诗琳通公主可成为第二顺位继承人，但哇集拉隆功王子的首位地位不受影响。
近年泰国宪法修订使在位国王对于《王位继承法》的修订具专有权力。前选举委员会成员阿雅称这意味着国王可根据个人意愿指定其子或任何女儿为王位继承人。
2016年11月29日，蒲美蓬的獨子哇集拉隆功王儲接受國會邀請，承繼泰国王位為拉瑪十世，同年12月1日正式即位。

### 引用
1. ↑  Stengs, Irene. . NUS Press. 2009-01-01  [2016-10-15]. ISBN 9789971694296. （原始内容存档于2021-01-24） （英语）.
2. ↑  Grossman, Nicholas. . Editions Didier Millet. 2009-01-01  [2016-10-15]. ISBN 9789814217125. （原始内容存档于2019-05-20） （英语）.
3. ↑  Fry, Gerald W.; Nieminen, Gayla S.; Smith, Harold E. . Scarecrow Press. 2013-08-08  [2016-10-15]. ISBN 9780810875258. （原始内容存档于2019-05-22） （英语）.
4. ↑  International, Rotary. . Rotary International. 2016-10-13  [2016-10-15]. （原始内容存档于2021-01-24） （英语）.
5. ↑  Reuters. . 2016-10-13  [2016-10-14]. （原始内容存档于2016-10-13） –The Hindu.
6. ↑  . Journal. Worldhop. 1996  [2006-07-05]. （原始内容存档于2006-05-12）.
7. ↑  Redmond, Brien. . thedailybeast.com. 2016-10-13  [2016-10-14]. （原始内容存档于2016-11-28）.
8. 1 2 3  Serafin, Tatiana. . Forbes. 2010-07-07  [2015-10-17]. （原始内容存档于2012-11-03）.
9. ↑  . Forbes. 2011-04-29  [2014-01-26]. （原始内容存档于2021-03-09）.
10. ↑  Joshua Kurlantzick. . Council on Foreign Relations. 2012-01-24  [2014-01-26]. （原始内容存档于2014-02-03）.
11. 1 2 3 4 5  Kohler, Chris. . Business Spectator. Business Spectator Pty Ltd. 2014-04-24  [2014-05-06]. （原始内容存档于2016-01-05）.
12. ↑  Simon Mortland. . Forbes. 2012-01-20  [2014-01-26]. （原始内容存档于2021-01-24）.
13. ↑  . bbc.co.uk.   [2016-10-14]. （原始内容存档于2009-02-17）.
14. ↑  CNN, Jethro Mullen. . cnn.com.   [2016-10-14]. （原始内容存档于2021-01-24）.
15. ↑  .   [2016-10-13]. （原始内容存档于2016-10-13）.
16. ↑  .   [2016-10-15]. （原始内容存档于2021-01-24）.
17. ↑  Matt Schiavenza. . The Atlantic. 2015-05-31  [2016-03-29]. （原始内容存档于2021-01-24）.
18. ↑  . The Economist. 2016-07-23  [2016-08-29]. （原始内容存档于2017-09-16）.
19. 1 2  . The Golden Jubilee Network. Kanchanapisek Network.   [2015-10-17]. （原始内容存档于2016-01-15）.
20. 1 2 3 4  Grossman, Nicholas; Faulder, Dominic. . Editions Didier Millet. 2012. ISBN 9814260568.
21. ↑  伊尔万·沙阿. . 泰国清真食品. 2018-06-02 June 2018  [2025-07-07].
22. 1 2 3 4 5 6 7  Handley, Paul M. . Yale University Press. 2006. ISBN 0-300-10682-3.
23. ↑  Bhirom Bhakdi, Soravij. .   [2006-08-01]. （原始内容存档于2006-07-14）.
24. ↑  . Bangkok Post. 2005-12-05  [2006-07-12]. （原始内容存档于2006-07-15）.
25. ↑  . 2Bangkok.com.   [2007-01-04]. （原始内容存档于2006-10-18）.
26. 1 2  Thak Chaloemtiarana. . Social Science Association of Thailand. 1979: 98.
27. 1 2  Head, Jonathan. . BBC News. 2007-12-05  [2015-10-17]. （原始内容存档于2009-02-17）.
28. ↑  Rattanasengchanh, Phimmasone M. (2012). Thailand's Second Triumvirate: Sarit Thanarat and the military, King Bhumibol Adulyadej and the monarchy and the United States. 1957–1963 (Masters). University of Washington.
29. 1 2  . National Media. 2005-12-05  [2007-09-26]. （原始内容存档于2007-09-30）.
30. ↑  Suwannathat-Pian, Kobkua. . Oxford University Press. 1995: 30. ISBN 967-65-3053-0.
31. ↑  . The Government Gazette of Thailand. 1957-09-16, 74 (76).
32. ↑   (PDF). The Government Gazette of Thailand. 1957-09-16, 74 (76)  [2016-10-18]. （原始内容存档 (PDF)于2021-01-24）.
33. ↑  Evans, Dr. Grant; citing Christine Gray. . Laosnet.org. 1998  [2006-07-05]. （原始内容存档于2021-02-01）.
34. ↑  Evans, Dr. Grant. . University of Hawaii Press. 1998: 89–113. ISBN 0-8248-2054-1.
35. ↑  Klinkajorn, Karin.  (PDF). International Council on Monuments and Sites.   [2006-07-05]. （原始内容存档 (PDF)于2006-07-23）.
36. ↑  Thongthong Chandrangsu, A Constitutional Legal Aspect of the King's Prerogatives (M.A. thesis) Chulalongkorn University, 1986, page 160
37. ↑  ใจ อึ๊งภากรณ์, บทความ รศ.ใจ อึ๊งภากรณ์ วิจารณ์ : The King Never Smiles （页面存档备份，存于）, 14 ธันวาคม 2549
38. ↑  ทักษ์ เฉลิมเตียรณ, การเมืองระบบพ่อขุนอุปถัมภ์แบบเผด็จการ, สำนักพิมพ์มหาวิทยาลัยธรรมศาสตร์ 2525
39. ↑  . Southeast Asian Ministers of Education Organization. 2000  [2007-09-26]. （原始内容存档于2007-09-27）.
40. ↑  . The 1992 Ramon Magsaysay Award for Government Service. Ramon Magsaysay Award Foundation. 2000  [2007-09-26]. （原始内容存档于2007-10-14）.
41. ↑  .   [2016-11-03]. （原始内容存档于2021-01-24）.
42. ↑  .   [2016-11-03]. （原始内容存档于2013-12-28）.
43. ↑  .   [2016-11-03]. （原始内容存档于2021-01-24）.
44. ↑  . Komchadluek. 2014-05-22  [2014-05-22]. （原始内容存档于2014-05-22） （泰语）.
45. ↑  . 光明网.   [2014-05-23]. （原始内容存档于2014-05-23）.
46. ↑  . BBC News. 2014-08-01  [2014-08-03]. （原始内容存档于2014-08-02）.
47. ↑  . The Nation. 2014-08-21  [2014-08-21]. （原始内容存档于2014-08-23）.
48. ↑  . Voice of America. 2014-08-21  [2014-09-23]. （原始内容存档于2018-12-26）.
49. ↑    [Late king's body to be moved in procession at 15:00 hrs]. 泰国日报. Bangkok: Wacharaphon. 2016-10-14  [2016-10-14]. （原始内容存档于2021-01-24）.
50. 1 2 3 4 5  . 無綫新聞. 2017-04-25.（繁體中文）
51. 1 2  . 香港電台. 2017-04-25  [2017-04-25]. （原始内容存档于2018-12-28）.（繁體中文）
52. ↑  . The Nation. 2005-09-09  [2006-08-14]. （原始内容存档于2017-02-09）.
53. ↑  . The Nation. 2005-10-11  [2006-08-14]. （原始内容存档于2006-08-28）.
54. ↑  HM King Bhumibol Adulyadej of Thailand. The Story of Tongdaeng. Amarin, Bangkok. 2004. ISBN 974-272-917-4
55. 1 2 3 4 5 6  Tang, Alisa. . Washington Post. Associated Press. 2006-06-13  [2014-05-27]. （原始内容存档于2021-01-24）.
56. 1 2 3 4 5 6 7  . Bangkok Post. 2006-01-10  [2014-05-27]. （原始内容存档于2013-06-26）.
57. ↑  . Bangkok Post. 2006-02-06  [2006-07-20]. （原始内容存档于2006-10-26）.
58. ↑  Cummins, Peter. . Chiang Mai Mail. December 2004  [2006-07-20]. （原始内容存档于2021-02-01）.
59. ↑  .   [2016-10-15]. （原始内容存档于2016-10-18）.
60. ↑  . Ministry of Foreign Affairs, Kingdom of Thailand.   [2008-03-04]. （原始内容存档于2016-01-15）.
61. ↑  .   [2016-10-15]. （原始内容存档于2021-03-18）.
62. ↑  . Bangkokker. 2006-06-09  [2006-08-17].
63. ↑  . Assumption University. 2006-06-09  [2006-08-17]. （原始内容存档于2006-07-15）.
64. ↑  . BBC News. 2003-03-27  [2006-08-14]. （原始内容存档于2006-06-26）.
65. ↑  . 60th Celebrations. 2006-06-17  [2006-08-14]. （原始内容存档于2006-10-19）.
66. ↑  . 60th Celebrations. 2006-06-09  [2006-08-14]. （原始内容存档于2006-06-30）.
67. ↑  Horn, Robert. . 時代雜誌 Asia. 1999-12-06  [2006-07-05]. （原始内容存档于2011-05-30）.
68. ↑  Horn, Robert. . Forbes. 2008-08-20  [2008-08-21]. （原始内容存档于2008-10-20）.
69. ↑  . ASTV. 2008-08-23  [2015-10-17]. （原始内容存档于2017-10-26） （泰语）.
70. ↑  Pendelton, Devon; Serafin, Tatiana. . Forbes. 2007-08-30  [2008-03-04]. （原始内容存档于2008-03-03）.
71. 1 2 3  . Asia Sentinel. 2007-03-01  [2007-09-25]. （原始内容存档于2007-09-27）.
72. ↑  . Manager Online (New York). AFP. 2008-08-22  [2016-10-13]. （原始内容存档于2017-10-26）.
73. ↑  . Section 8. The Crown Property Bureau. 2007  [2007-09-25]. （原始内容存档于2007-08-09） （泰语）. (พระราชบัญญัติ จัดระเบียบทรัพย์สิน ฝ่ายพระมหากษัตริย์)
74. ↑  FT, 國際縱橫：諷刺泰王愛犬判監15年 （页面存档备份，存于）, 2015-12-19
75. ↑  Champion, Paul. . Reuters. 2007-09-25  [2007-09-25]. （原始内容存档于2007-10-13）.
76. ↑  FT, High time to concede the Thai king can do wrong （页面存档备份，存于）, 2011-07-20
77. ↑   (PDF).   [2016-10-15]. （原始内容存档 (PDF)于2016-11-05）.
78. ↑  . The Golden Jubilee Network. 2004  [2006-07-05]. （原始内容存档于2006-07-02）.
79. ↑  Aryan, Gothan.  (PDF). International Institute for Democracy and Electoral Assistance. 2004-09-16  [2006-07-05]. （原始内容 (PDF)存档于2006-06-23）. presented in Kathmandu, Nepal